# Otus thilohoffmanni
Otus thilohoffmanni là một loài chim trong họ Strigidae.